# Джон Дінгем, 1й барон Дінгем

Герб Джона Дінгема.

Герб ФітцВолтерів.

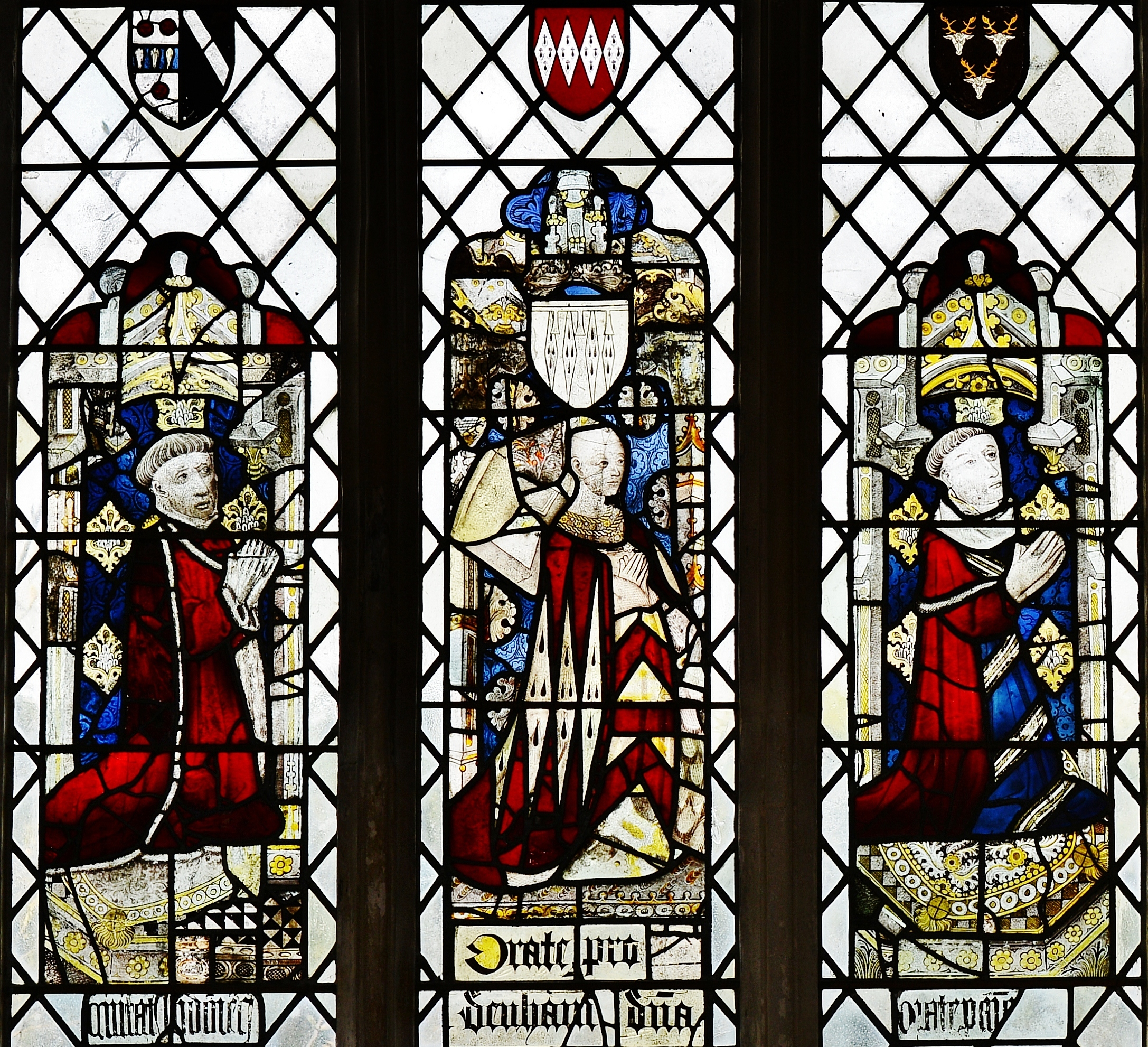
Вітраж у церкві Лонг Мелфорд у Саффолку, центральна фігура в якому Елізабет ФітцВолтер, 1-ша дружина Джона Дінгема, 1-го барона Дінгема. Вона демонструє руки Дінгема на зовнішній мантії та руки ФітцВолтера на передній частині свого внутрішнього одягу. Напис унизу: Orate pro Denham d(omi)na («Моліться всі за леді Дінгем»).

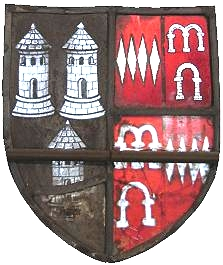
Герб Сапкота, що пронизує герб Дінгема, Бемптонська церква.

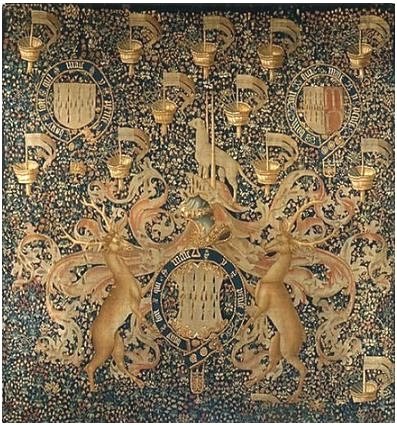
Фламандський гобелен (бл. 1497 - 1501) із зображенням геральдики лорда Дінгема. Метрополітен-музей, Нью-Йорк.

Джон Дінгем (англ. - John Dynham) (бл. 1433 – 1501) - І барон Дінгем з Натвелла, що в парафіях Вудбері та Гартленд, обидві парафії в Девоні – англійський, валійський та ірландський аристократ, політик, державний діяч, англійський пер. Він володів посадами верховного лорд-скарбника Англії, лорд-канцлера Ірландії. Він був одним із небагатьох людей, які були радниками різних королів з різних ворожих таборів епохи Війни Троянд в Англії – він був радником королів Англії та Ірландії Едварда IV, Річарда III і Генріха VII, і всі вони йому довіряли.

## Життєпис

### Походження
Джон Дінгем народився в Натвеллі, він був старшим сином і спадкоємцем сера Джона Дінгема (1406 – 1458) з Натвелла і Гартленду, та його дружини Джоан Арчес (померла 1497), сестри і спадкоємиці Джона Арчеса та доньки сера Річарда Арчеса (помер 1417), депутата парламенту Англії від Бакінгемшира в 1402 році, від Ейтропа, Крануелла (обидва в парафії Воддесдон) і Літтл Кімбла, Бакінгемшир. Дінгеми мали свої родинні гнізда в Натвеллі приблизно з 1122 року і були однією з провідних дворянських родин у Девоні. Його батько помер у 1458 році, але його мати жила в своєму маєтку до своєї власної смерті в 1496 або в 1497 році. 

### Кар’єра

#### Прибічник Йорків
Служба Джона Дінгема в домі Йорків почалася в 1459 році, коли майбутній король Англії Едвард IV і його родичі Невілли, рятуючись від катастрофічної битви біля Лудфордського мосту, знайшли притулок у матері Джона Дінгема, за що Едвард IV пізніше винагородив її. Джон Дінгем сам купив корабель, на якому вони втекли в Кале. Він був викликаний в парламент в Ковентрі, провів два успішних рейди проти королівських військ у Сендвічі, Кент. Під час першого рейду він захопив в полон барона Ріверса, Річарда Вудвіля (пізніше він став Річардом Вудвіллом, І графом Ріверс), таким чином створивши (ретроспективно) комічну сцену, де майбутній граф Ріверс був принижений за своє низьке походження своїм майбутнім зятем, королем Едвардом IV.

### Час правління Едварда IV
У 1460 році Джон Дінгем був призначений Верховним шерифом Девону та лорд-канцлером Ірландії. Після вступу на престол Едуарда IV він став радником Таємної ради Англії, отримав в нагороду титул І барона Дінгем у 1467 році, хоча цей титул не супроводжувався наданням земель, як це було зазвичай. Історик Росс припускає, що він не став провідною фігурою в уряді Англії до смерті Хамфрі Стаффорда, графа Девон. У роки кризи з 1469 по 1471 рік Джон Дінгем залишався цілком вірним королю Едварду IV, а після повернення Едварда IV до влади став одним із провідних членів уряду. Джон Дінгем був головнокомандуючим військово-морськими силами під час короткої англо-французької війни в 1475 році. 
Корона Англії в ті часи неохоче дарувала землі та маєтки, володіння Джона Дінгема так і  обмежувалися Девоном і Корнуоллом. Він також не мав потужної мережі сімейних альянсів: дві його сестри одружилися з чоловіками з родин Кар’ю та Арунделл, які мали суто місцеве значення. Інші його родичі одружилися з людьми з родин Зуш і Фіцварін, які були аристократами, але не мали широкого впливу до вступу на престол короля Англії та Ірландії Річарда III.

### Час правління Річарда ІІІ
Після вступу на престол короля Англії та Ірландії Річарда III Джон Дінгем продовжував процвітати, отримав посаду лейтенанта Кале. На цій посаді він повернув королю замок Хаммес, що перейшов на бік Генріха VII, але Джона Дінгема критикували за те, що він дозволив гарнізону спокійно залишити його. Шлюбні зв’язки Джона Дінгема стали тимчасово корисними. Джон, VII лорд Зуш став його шурином після того, як одружився з сестрою Дінгема, Джоан. Зуш був одним із перспективних людей в час правління короля Річарда ІІІ, але його перспективи згодом були зруйновані битвою біля Босворта.

### Час правління Генріха VII
Після смерті короля Річарда ІІІ Джон Дінгем залишився в Кале і переховувався, доки не з’ясувалося, що новий король Англії Генріх VII не заподіює йому шкоди. Історик Краймс припускає, що король Генріх VII дуже хотів отримати послуги людини з таким досвідом служби та лояльності до Корони Англії.
Хоча зв’язок із Зушем був корисним, Джон Дінгем знайшов нового покровителя в особі лорда Віллоубі де Брока, батька своєї другої дружини, який був управителем королівського дому. Звичайно, Джон Дінгем процвітав за часів правління Генріха VII. Джон Дінгем став лицарем Ордену Підв’язки і отримав посаду лорд-скарбника Англії у 1486 році і володів цією посадою до своєї смерті. Він дуже серйозно ставився до грошей і до своїх обов’язків у казначействі та проводив більшу частину свого часу в Ламбеті для зручності. Він отримав кілька грантів і брав участь у численних комісіях. Він був одним із суддів, які судили повстанців після Корнішського повстання 1497 року.
Його кар’єра не постраждала від страти за "державну зраду" його пасинка лорда ФітцВолтера в 1495 році, ані від заступництва його зятя лорда Зуша; йому дали допомогу на підтримку його бідної сестри леді Зуш, і Зуш після багатьох років ганьби врешті-решт був відновлений до певної міри у королівській милості.
Джон Дінгем помер у своєму будинку в Ламбеті, графство Суррей, 28 січня 1501 року і був похований у лондонському Грейфрайєрсі. У нього не було законних дітей, а три його брати померли перед ним, і титул помер разом з ним. Один із його братів, Олівер Дінгем, помер як архідиякон Суррея в 1500 році.

### Родина
Джон Дінхем був одружений двічі:
Перший раз він одружився з Елізабет ФітцВолтер, юридично з VIII баронесою ФіцВолтер (1430 – до 1485), вдовою Джона Редкліффа. Після її смерті її маєтки перейшли до її сина від першого шлюбу, ІХ барона ФітцВолтера (страченого за «державну зраду» в 1495 році).
Другий раз він одружився близько 1485 року з Елізабет Віллоубі (померла до 1510 року), дочкою Роберта Віллоубі, І барона Віллоубі де Броука, яка пережила його і знову одружилася з Вільямом ФіцАланом, XVIII графом Арундел. Від другої дружини він мав принаймні двох дітей, які померли молодими:
- Джордж Дінгем, помер молодим;
- Філіппа Дінгем, померла молодою.

### Коханки
Він також мав позашлюбного сина Томаса Дінгема (помер у 1519 році), якому було надано землі в Ейтропі, графство Бакінгемшир і який одружився з Джоан Ормонд, старшою донькою Джона Ормонда (помер у 1503 році) і Джоан Чаворт.

## Правонаступництво
Оскільки Джон Дінгем помер, не залишивши живих дітей, його маєтки, які включали Натвелл, Кінгскерсвелл і Гартленд, графство Девон, а також Соулдерн, Оксфордшир (успадкований від родини Арчес), перейшли до спадкоємців його чотирьох сестер, що вижили (здається, п’ята сестра, Едіт, померли перед ним, не залишивши нащадків):
- Марджері Дінхем (пом. 13 грудня 1471), старша сестра Джона Дінгема, дружина Ніколаса IV Керью (1424 – 1470) з Мохунс-Оттері, що в парафії Лаппіт, Девон. Його гробниця з пурбекського мармуру збереглася в каплиці Святого Миколая у Вестмінстерському абатстві, на камені якої був латинський напис, який зараз чомусь стертий. Біограф із Девонширу Прінс (помер у 1723 році) писав про цей пам’ятник: «В пам’ять про нього все ще можна побачити старовинну звичайну гробницю з сірого мармуру з написом на латуні навколо виступу та кількома гербами на п’єдесталі». У 1733 році напис і герб ще зберігалися, але до 1877 року вони зникли. Латинська епітафія була записана князем так: «Orate pro animabus Nicolai Baronis quondam de Carew et Dominae Margaritae uxoris eius filiae Johannis Domini Dinham, militis; qui quidem Nicolaus obiit sexto die die Decembris anno dom(ini) 1470. Et praedicta Domina Margareta obiit 13 die die decembris anno 1471». Це можна перекласти так: «Моліться за душі Ніколаса, колись барона Кер’ю, і леді Маргарет, його дружини, доньки Джона, лорда Дінгема, лицаря; Ніколас помер 6-го дня місяця грудня року Господнього 1470, а вищезгадана леді Маргарет померла 13-го дня місяця грудня 1471 року».
- Елізабет Дінгем (померла 19 жовтня 1516) – друга сестра Джона Дінгема, дружина Фулка Бурчі, Х барона ФітцВоріна (помер 18 вересня 1479), з Бемптона в Девоні. Надалі дружина сера Джона Сапкотса (помер 5 січня 1501) з Елтона, Гантінгдоншир, а потім сера Томаса Брендона (помер 27 січня 1510 році).
- Джоан Дінгем – третя сестра Джона Дінгема, дружина Джона ла Зуша, VII барона Зуш, VIII барона Сен-Мор (помер 23 червня 1526).
- Кетрін Дінгем – четверта сестра Джона Дінгема, дружина сера Томаса Арунделла (помер 8 лютого 1485) з Лангерна, Сент-Моган-ін-Пайдер, Корнуолл. Вона була матір’ю сера Джона Арунделла (1474 – 1545).
- Едіт Дінхем – п’ята сестра Джона Дінгема, служила леді Маргарет Бофорт, матері короля Генріха VII. Вона померла раніше за свого брата і померла бездітною. Дружина Томаса Фаулера, вісника короля Едуарда IV. Її пам’ятна дошка зберіглася в каплиці коледжу Христа в Кембриджі (заснована леді Маргарет Бофорт у 1505 році) і містить герб Дінгемів.